# Thorgils Sprakalägg
Thorgils detto Sprakalägg (significato incerto, forse "gamba tesa" o "passo fiero"), conosciuto anche come Torgil Sprakling, Thorkel Spracling e Thorkell Sprakalæg (seconda metà X secolo), la sua figura è nota esclusivamente in quanto i suoi nipoti divennero re di Danimarca e d'Inghilterra.
Nella Knýtlinga saga è chiamato anche "il Veloce".

## Origini
Una fonte quasi contemporanea ai fatti (scritta circa un secolo dopo) che accenna all'origine di Thorgils Sprakalägg è la Chronicon ex chronicis di Florence di Worcester. In essa indica il padre di Thorgils col termine "Ursi" (in latino orso, lo stesso significato di Björn, nome ampiamente diffuso presso le popolazioni vichinghe).
Anche il più tardo Gesta Danorum di Saxo Grammaticus riporta che i genitori di Thorgils Sprakalägg erano un vero (!) "Ursus" e una fanciulla "fatata" svedese.
Ricostruzioni genealogiche abbastanza tarde, ipotizzate inizialmente da storici come Jakob Langebek e Peter Frederik Suhm (XVIII secolo), identificano questo Ursus/Björn con Styrbjörn Starke (tale denominazione si deve a re Eirk il Vittorioso, che aggiunse Styr- a Björn, ossia "tumultuoso", "battagliero"). Otto Brenner giungono alla conclusione che Styrbjörn Starke non ebbe effettivamente figli, tantomeno Thorgils Sprakalägg.

## Discendenti
Oltre il Chronicon ex chronicis, alcune saghe, come la Knýtlinga saga, riportano Styrbjörn come padre di:
- Ulf Thorgilsson, jarl danese marito della figlia del re Sweyn Barbaforcuta Estrid Margarete, e padre di re Sweyn II Estridsson;
- Eilaf, jarl di Canuto il Grande;
- Gytha Thorkelsdaettir, moglie di Godwin, conte di Wessex e madre di re Aroldo II d'Inghilterra.